# Motal

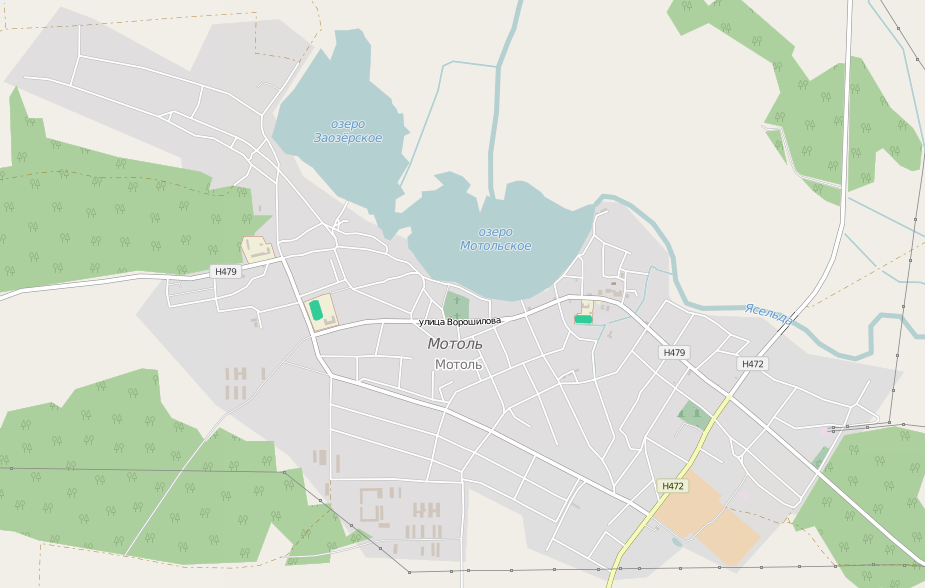
Motal OpenStreetMap

Motal (Wit-Russisch: Моталь; Pools: Motol) is een plaats in de oblast Brest in Wit-Rusland. Motal had in 2014 3772 inwoners.

## Jodenvervolging
Voor de Tweede Wereldoorlog had Motal een grote joodse gemeenschap. In augustus 1941 werd bijna de gehele joodse bevolking van 3.000 personen vermoord door de Waffen-SS. De Duitsers werden hierbij geholpen door een deel van de Wit-Russische inwoners. Eerst werden dertig jonge, joodse mannen gevorderd om een massagraf te graven. De volwassen joodse mannen, 800 man in totaal, werden vervolgens een voor een geëxecuteerd. De volgende dag werden de resterende 2.200 joden, vrouwen en kinderen, met mitrailleurs gedood in een open veld.

## Geboren in Motal
- Chaim Weizmann (1874-1952), eerste president van Israël
- Leonard Chess (Lejzor Czyz) en Phil Chess (Fiszel Czyz), oprichters van Chess Records